# Колбаскин, Сергей Давыдович
Сергей Давыдович Колбаскин (1911, с. Драгомировка, Мизгильская волость, Кокчетавский уезд, Акмолинская область, Российская империя — 2 апреля 1981, с. Зеренда, Кокчетавская область, Казахская ССР, СССР) — председатель сельхозартели «Красноармеец» Зерендинского района Кокчетавской области, Казахская ССР. Герой Социалистического Труда (1957).
Окончил (заочно) Омский сельскохозяйственный институт (1939).

## Биография
После окончания сельскохозяйственного техникума с 1933 года работал агрономом на Зерендинской МТС.
После начала Великой Отечественной войны был призван в армию. Пройдя обучение в Харьковском военном политучилище, служил политруком. В 1942 году после серьёзного ранения был демобилизован. Возвратился в Казахстан, где стал работать агрономом в колхозе «Красноармеец» Зерендинского района. В 1945 году избран председателем.
Вывел колхоз «Красноармеец» в число передовых сельскохозяйственных предприятий Кокчетавской области. В 1956 году колхоз получил в среднем по 24 центнера зерновых с каждого гектара. За эти выдающиеся трудовые достижения был удостоен в 1957 году звания Героя Социалистического Труда.
С 1960 года после преобразования колхоза в совхоз «Зерендинский» стал его директором. Создал на базе бывшего колхоза многопрофильное сельскохозяйственное предприятие. Во время его руководства совхозом в селе Зеренда были построены различные объекты социальной сферы.
После выхода на пенсию проживал в селе Зеренда, где скончался в 1981 году.
Память
Его именем названа одна из улиц в селе Зеренда.

## Награды
- Герой Социалистического Труда — указом Президиума Верховного Совета СССР от 11 января 1957 года
- Орден Ленина